# Pinzgauer (auto)

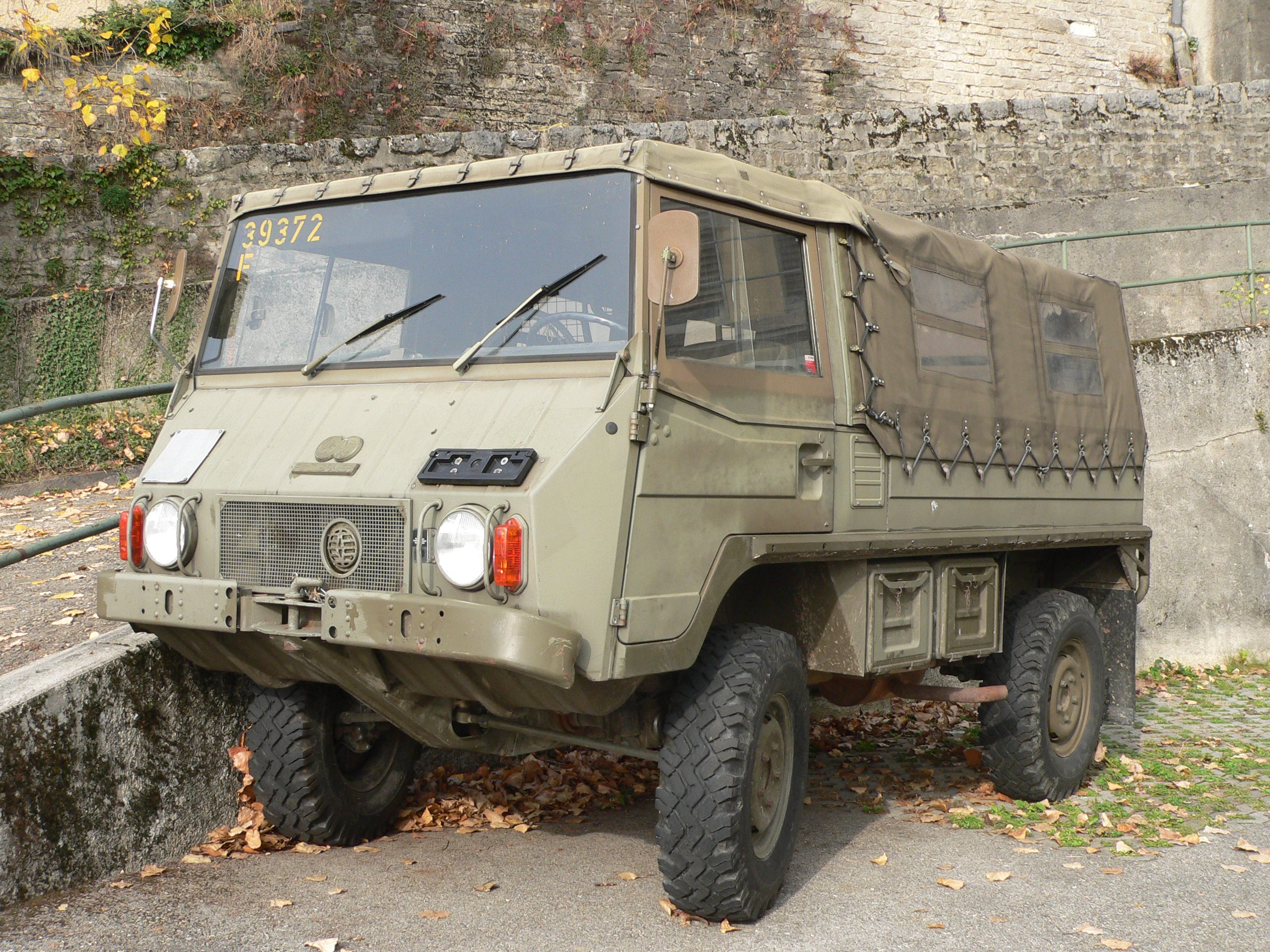
Pinzgauer 710M (eerste generatie)

Pinzgauer is een merk van vierwiel- of zeswielaangedreven terreinwagens naar Oostenrijks ontwerp, die worden gebouwd door Automotive Technik (ATL) in het Britse Guildford. Tot 2000 werd de Pinzgauer geproduceerd door Steyr-Daimler-Puch in Graz.
De Pinzgauer was bedoeld als opvolger van de Haflinger. Beide voertuigen zijn in Graz ontwikkeld door Erich Ledwinka, de zoon van ontwerper Hans Ledwinka. Het prototype werd gebouwd in 1965; de productie begon in 1971. Het eerste model werd door Steyr-Daimler-Puch tot 1985 geproduceerd; in totaal werden 18.349 voertuigen gebouwd. De vierwielversie werd type 710 genoemd; de zeswielversie type 712.
In 1980 begon de ontwikkeling van de opvolger en in 1986 liep het eerste exempaar van de tweede generatie Pinzgauers van de band. In 2000 werden de rechten verkocht aan Automotive Technik die de Pinzgauer sindsdien produceert in Guildford. De tweede generatie vierwielversie wordt type 716 genoemd; de zeswielversie type 718. Vanaf 2002 wordt een Volkswagen TDI motor ingebouwd om te kunnen voldoen aan de Euro III emissie-eisen.
De Pinzgauer heeft een chassis met centrale buis en pendelassen (een kenmerk van de Oostenrijkse school van auto-ontwerpers) waardoor hij een grote bodemvrijheid heeft. De Pinzgauer kan zeer steile hellingen beklimmen (80%). Dankzij de hoog gelegen uitlaat en luchtinlaat, en de afgesloten differentiëlen kan hij door water van 70 cm diepte rijden. De motor is luchtgekoeld, en heeft meerdere oliepompen zodat de oliedruk onder elke hellinghoek gehandhaafd blijft. De topsnelheid bedraagt 90 km/uur, en het laadvermogen is 1000 kilo.
De Pinzgauer heeft meegedaan aan de rally Parijs-Dakar en doet ook tegenwoordig nog mee in behendigheidswedstrijden (Truck trial).